# Emerald (Phantominsel)
Die Emerald-Insel ist eine Phantominsel, die südlich der Macquarieinsel zwischen Australien und der Antarktis liegen sollte. Im Dezember 1821 soll sie vom Schiff Emerald aus gesichtet worden sein. Angeblich handelte es sich um eine kleine, aber sehr hochgelegene oder gebirgige Insel zwischen 57° oder 57° 30' südlicher Breite und 162° östlicher Länge. Tatsächlich hat es sie nie gegeben.

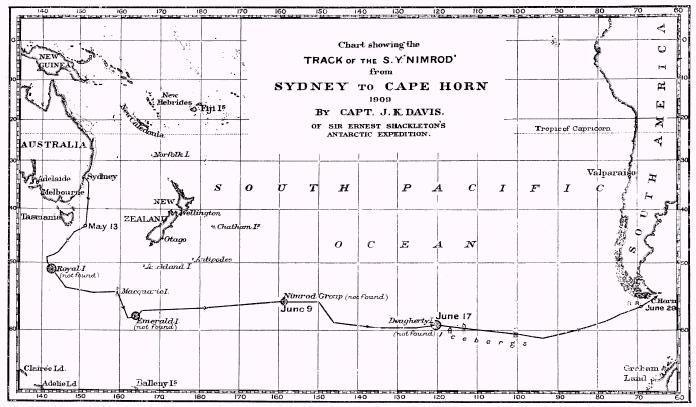
Route der S. Y. Nimrod auf der Suche nach den Phantominseln im Südpazifik (1909)

Die Insel erschien noch 1987 in einem Kalender mit Atlas, der von American Express herausgegeben worden war. Die Ebene auf dem Grund des Ozeans bei der angenommenen Lage der Insel wurde Emerald Bassin genannt.
Emerald I. taucht noch im Weltatlas der UdSSR von 1967 auf.